# Nguyên soái binh chủng

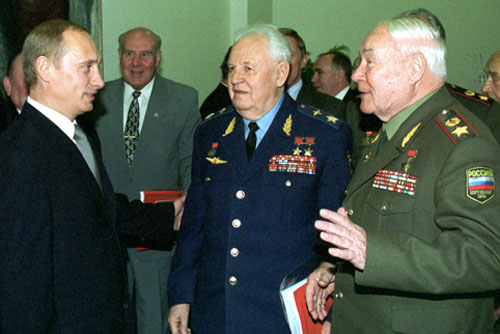
Nguyên soái hàng không Aleksandr Yefimov

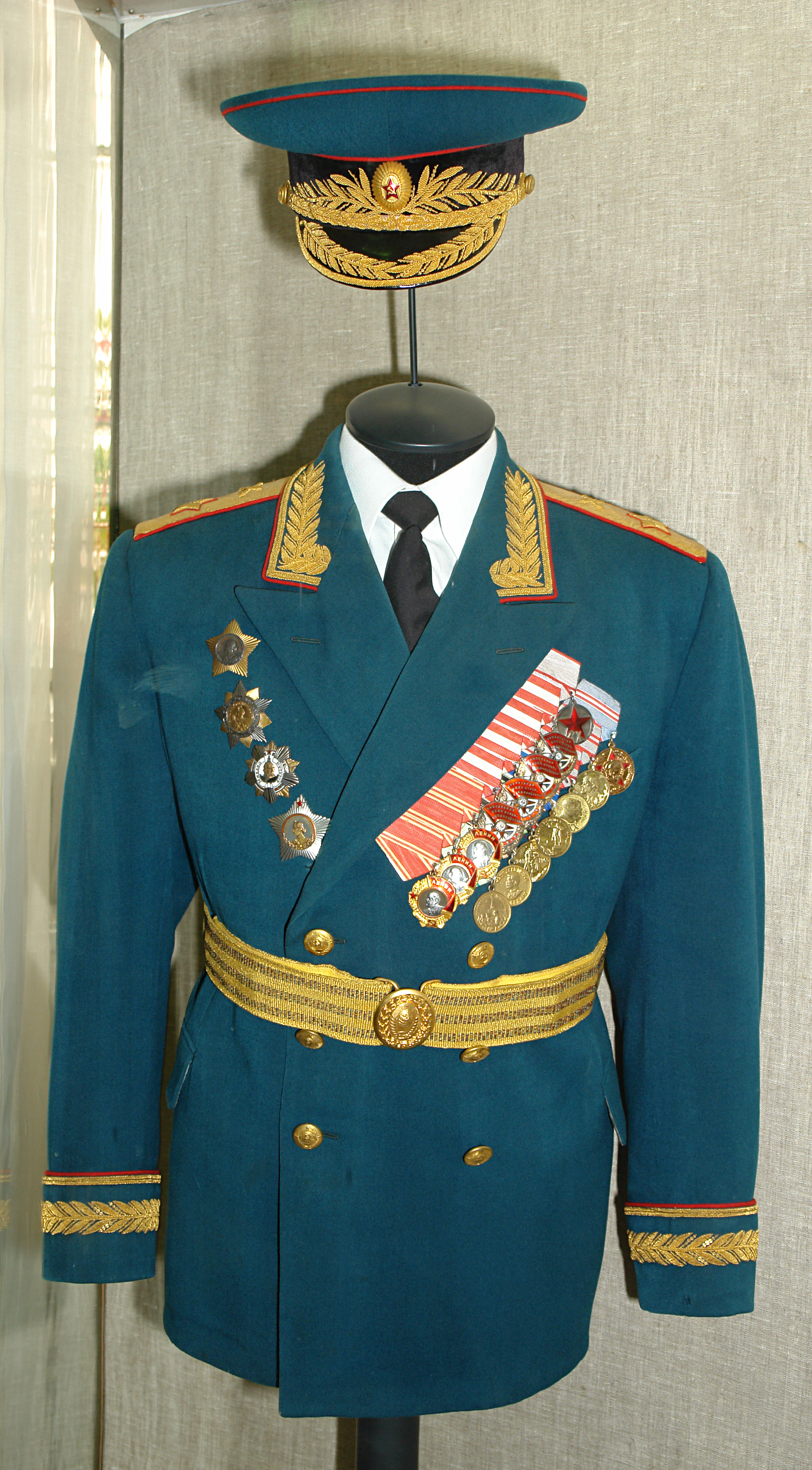
Lễ phục của nguyên soái pháo binh Grigoriy Odinzov (Bảo tàng lịch sử quân sự St. Petersburg.

Nguyên soái binh chủng (tiếng Nga: Ма́ршал ро́да во́йск, Marshal roda voysk), đôi khi được gọi là Đại tướng binh chủng, là các cấp bậc tướng lĩnh cao cấp trong các lực lượng vũ trang của Liên Xô từ 1943 đến 1974. Đây là những cấp bậc cao cấp nhất trong các binh chủng lục quân và không quân, trên cấp Thượng tướng, ngang cấp Đại tướng và dưới cấp bậc Nguyên soái Liên Xô. Đối chiếu với hệ thống cấp bậc NATO hiện đại, những cấp bậc này được xem là tương đương với cấp OF-9.
Mặc dù xem là tương đương với cấp bậc Đại tướng lục quân, cấp nguyên soái binh chủng chỉ có thẩm quyền kỹ thuật trong binh chủng của mình, không có quyền hạn bổ nhiệm hoặc hoạt động như một chức vụ tư lệnh trưởng của một đại đơn vị.

## Lịch sử
Nguyên thủy, thuật ngữ "Nguyên soái binh chủng" vốn được xem là có nguồn gốc hình thành từ danh xưng "Thượng tướng binh chủng" (General der Waffengattung) của Đức. Thời Pyotr Đại đế, hệ thống "Bảng xếp hạng" (tiếng Nga: Табель о рангах, Tabel' o rangakh) được thành lập. Lần đầu tiên, các cấp bậc Thượng tướng binh chủng (tiếng Nga: Генерал рода войск, General roda voysk) được thành lập trong hệ thống cấp bậc quân đội. Các cấp bậc Thượng tướng binh chủng là cấp bậc cao nhất trong các binh chủng, chỉ xếp sau cấp bậc Thống chế (Генерал-фельдмаршал).
Các cấp bậc Thượng tướng khi đó gồm:
- Генерал от инфантерии (1722-1763, 1796-1917)
- Генерал от кавалерии (1722-1763, 1796-1917)
- Генерал-фельдцейхмейстер (1722-1796), sau thay bằng Генерал от артиллерии (1796-1917)
- Генерал-аншеф (1763—1796)
- Инженер-генерал (1796-1917).

Sau Cách mạng tháng Mười, hệ thống cấp bậc thời Sa hoàng bị bãi bỏ, gồm cả hệ thống cấp bậc Thượng tướng binh chủng.

## Hình thành
Những cấp bậc nguyên soái binh chủng đầu tiên được thành lập vào ngày 16 tháng 1 năm 1943 như sau:
- Nguyên soái hàng không (маршал авиации)
- Nguyên soái pháo binh (маршал артиллерии)
- Nguyên soái thiết giáp (маршал танковых войск)

Vào tháng 10 năm 1943, thêm 2 cấp bậc nguyên soái binh chủng được thành lập: 
- Nguyên soái thông tin liên lạc маршал войск связи)
- Nguyên soái công binh (маршал инженерых войск)

Ngoài ra, các cấp bậc Chánh nguyên soái binh chủng, được xếp bậc trên nguyên soái binh chủng cũng được thành lập:
- Chánh nguyên soái hàng không (главный маршал авиации)
- Chánh nguyên soái pháo binh (главный маршал артиллерии)
- Chánh nguyên soái thiết giáp (главный маршал танковых войск)
- Chánh nguyên soái thông tin liên lạc (главный маршал войск связи)
- Chánh nguyên soái công binh (главный маршал инженерных войск)

Các cấp bậc nguyên soái binh chủng, cũng như cấp bậc chánh nguyên soái binh chủng đều được xem là tương đương cấp OF-9 của NATO. 
| Xếp hạng cấp bậc                           |                                            |                                                                   |
| Thấp hơn: Thượng tướng (Генерал-полковник) | Đại tướng (Генерал армии)                  | Đại tướng (Генерал армии)                                         |
| Thấp hơn: Thượng tướng (Генерал-полковник) | Nguyên soái binh chủng (Ма́ршал ро́да во́йск) | Cao hơn: Chánh nguyên soái binh chủng (Главный ма́ршал ро́да во́йск) |

## Cấp hiệu
Ban đầu, cấp hiệu nguyên soái binh chủng được dự kiến là một ngôi sao năm cánh lớn (rộng khoảng 50mm) trên cầu vai, tương tự cấp hiệu trên cầu vai của Nguyên soái Liên Xô, nhưng thay Quốc huy Liên Xô bằng phù hiệu binh chủng. Các nguyên soái binh chủng còn được sử dụng một phiên bản của ngôi sao nguyên soái loại nhỏ trên lễ phục.
Tuy nhiên, khi cấp bậc chánh nguyên soái binh chủng được thành lập, kích thước của các ngôi sao cấp hiệu của các nguyên soái binh chủng được làm nhỏ hơn khoảng 10 mm, tạo sự khác biệt rõ ràng với cấp hiệu Nguyên soái Liên Xô. Riêng với cấp hiệu Chánh nguyên soái binh chủng, ngôi sao được bao quanh bởi một vòng nguyệt quế.
Không có văn bản chính thức nào liên quan đến việc sử dụng "ngôi sao nguyên soái nhỏ" cho các Chánh nguyên soái binh chủng. Tuy nhiên, sau khi thăng cấp từ "Nguyên soái binh chủng" thành "Chánh nguyên soái binh chủng", các chánh nguyên soái binh chủng vẫn tiếp tục sử dụng ngôi sao nguyên soái nhỏ.
Trong các binh chủng, cấp bậc Thượng tướng liền dưới cấp nguyên soái binh chủng, cho thấy sự tương đương giữa cấp nguyên soái binh chủng với cấp bậc Đại tướng lục quân (vốn chỉ mang cấp hiệu 4 ngôi sao nhỏ 22 mm). Tuy nhiên, khác với các nguyên soái binh chủng và chánh nguyên soái binh chủng, các đại tướng lục quân lại không được sử dụng ngôi sao nguyên soái trên cấp hiệu cũng như trang sức lễ phục. Mãi đến năm 1974, cấp hiệu của đại tướng mới đổi sang dạng một ngôi sao lớn 40mm và được quyền sử dụng ngôi sao nguyên soái loại nhỏ giống như các cấp bậc chánh nguyên soái binh chủng, nguyên soái binh chủng và đô đốc hạm đội.
Các nguyên soái binh chủng thường đủ điều kiện để thăng cấp Chánh nguyên soái binh chủng, tuy nhiên, cả hai đều không đủ điều kiện để thăng cấp thành Nguyên soái Liên Xô. Sau năm 1984, cấp bậc nguyên soái binh chủng chỉ được duy trì trong không quân và pháo binh. Sau đó, cấp nguyên soái binh chủng không còn được trao cho cá nhân nào nữa. Theo quy định của Quân đội Nga năm 1993, cấp bậc nguyên soái binh chủng được thống nhất vào cấp bậc đại tướng. Cấp bậc Chánh nguyên soái binh chủng bị hủy bỏ.

### Cấp hiệu cầu vai
| Quân phục    | Nguyên soái binh chủng | Nguyên soái binh chủng | Nguyên soái binh chủng | Nguyên soái binh chủng | Nguyên soái binh chủng |
| lễ phục      | Cầu vai 1943 – 1955    | Cầu vai 1943 – 1955    | Cầu vai 1943 – 1955    | Cầu vai 1943 – 1955    | Cầu vai 1943 – 1955    |
| ------------ | ---------------------- | ---------------------- | ---------------------- | ---------------------- | ---------------------- |
| lễ phục      |                        |                        |                        |                        |                        |
| thường ngày  |                        |                        |                        |                        |                        |
| lễ phục      | Cầu vai 1955 – 1974    | Cầu vai 1955 – 1974    | Cầu vai 1955 – 1974    | Cầu vai 1955 – 1974    | Cầu vai 1955 – 1974    |
| lễ phục      |                        |                        |                        |                        |                        |
| Binh chủng   | Pháo binh              | Hàng không             | Thiết giáp             | Thông tin liên lạc     | Công binh              |
| Phù hiệu     |                        |                        |                        |                        |                        |
| So sánh NATO | OF-9                   | OF-9                   | OF-9                   | OF-9                   | OF-9                   |

## Danh sách các nguyên soái binh chủng
Nikolay Voronov trở thành người đầu tiên thụ phong cấp bậc Nguyên soái binh chủng. Ông được phong quân hàm Nguyên soái Pháo binh ngày 18 tháng 1 năm 1943, chỉ 2 ngày sau khi cấp bậc này được thành lập. Trong cùng năm 1943, các phi công Aleksandr Novikov (17 tháng 3) và Aleksandr Golovanov (3 tháng 8) cũng được phong quân hàm Nguyên soái Không quân. Ngày 21 tháng 2 năm 1944, Voronov và Novikov được thăng lên là những Chánh nguyên soái binh chủng đầu tiên của 2 binh chủng Không quân và Pháo binh. Cùng ngày này, các nguyên soái thiết giáp Pavel Rotmistrov và Yakov Fedorenko, nguyên soái công binh Mikhail Vorobyov và nguyên soái thông tin liên lạc Ivan Peresypkin cũng được nhận phong quân hàm.
Tổng cộng có 63 quân nhân từng thụ phong quân hàm Nguyên soái binh chủng. Trong đó có, nguyên soái không quân - 32 người (7 được thăng hàm Chánh nguyên soái), nguyên soái pháo binh - 13 (7 được thăng hàm Chánh nguyên soái), nguyên soái thiết giáp - 8 (7 được thăng hàm Chánh nguyên soái), nguyên soái công binh - 6, thông tin liên lạc - 4.
Các nguyên soái binh chủng trẻ nhất là A.E. Golovanov (1943) và I.T. Peresypkin (1944), đều cùng 39 tuổi khi thụ phong.
Nhiều nguyên soái binh chủng, cũng giống như các nhiều lãnh đạo quân sự hàng đầu khác, cũng đã trải qua sự đàn áp, một số họ có số phận thật bi thảm: Khudyakov, Novikov, người đã trải qua gần 6 năm tù thay vì 5 (theo phán quyết của tòa án) và được thả ra vào tháng 2 năm 1952, Yakovlev (người đã ở tù 1 năm và chỉ được thả ra sau cái chết của Stalin); và sau đó, đã ở thời Khrushchev, bị tước các huân chương và giải thưởng quân sự, bị giáng chức liên quan đến vụ án Penkovsky, Varentsov. Ngoài ra, hai nguyên soái binh chúng khác - Nedelin và Kharchenko - đã tử nạn trong khi thực hiện nhiệm vụ.